# Шекера Ярослава Василівна
Яросла́ва Васи́лівна Шекера (14 травня 1982, Київ, УРСР, СРСР — 17 червня 2019, Київ, Україна) — київська і українська вчена, поетеса, перекладачка і мисткиня.

## Біографія
Ярослава Шекера народилась у сім'ї науковців — (відповідно, в галузях механіки та математики) Василя Михайловича Шекери (* 1937) і Марфи Карпівни Шекери (* 1938). У 1988—1998 роках навчалась у Київській середній загальноосвітній школі № 200. 1998 року вступила до Інституту філології Київського національного університету імені Тараса Шевченка на спеціальність «Китайська мова і література». Під час навчання в університеті стажувалася в КНР: з вересня 2000 по червень 2001 року в Чанчунському педагогічному університеті, з вересня 2001 по червень 2002 року — в Пекінському університеті мов і культури. У червні 2003 року Ярослава Шекера закінчила курс навчання в Київському університеті. З вересня 2003-го по травень 2010-го працювала асистентом кафедри китайської, корейської та японської філології (ця кафедра до 2005 року була кафедрою тюркології) Інституту філології КНУ. У 2007-му Ярослава Шекера захистила кандидатську дисертацію на тему «Генеза та функціонування художніх образів у китайській поезії доби Тан (VII—X століть)» зі спеціальності 10.01.04 — література зарубіжних країн. З травня 2010-го Ярослава Шекера була доценткою цієї кафедри.
Крім того, ще студенткою, у вересні 2002-го почала викладати в Київському університеті східної лінгвістики і права (2004 року перейменований на Університет «Східний світ»). Ця викладацька діяльність тривала до червня 2012 року. З вересня 2012-го по червень 2014-го працювала доцентом кафедри сходознавства Відкритого міжнародного університету розвитку людини «Україна».
Сфера наукових зацікавлень Ярослави Шекери: китайська культура та література, зокрема давня й середньовічна поезія, поняття і сутність літературно-художнього образу, адекватність перекладу та інтерпретації класичних текстів із застосуванням етимологічного (мовно-культурологічного) аналізу; поезія та змінені стани свідомості (зокрема в контексті впливу релігійно-філософських учень Сходу).
Викладала курси:
- «Історія зарубіжної літератури» (китайська)
- «Лінгвокультурологічна інтерпретація тексту» (спецкурс)
- «Методологія художнього перекладу» (спецкурс)
- «Основи етимологічного аналізу» (спецкурс)

Протягом навчання та роботи в КНУ Ярослава Шекера взяла участь у численних міжнародних та всеукраїнських наукових сходознавчих конференціях і методологічних семінарах (Санкт-Петербург, Москва, Вязьма, Єкатеринбург, Гданськ, Вільнюс, Єреван, Тбілісі, Любляна, Софія). На грудень 2015 року опублікувала близько п'ятдесяти наукових робіт.
29 вересня 2007 року взяла шлюб із Олександром Миколайовичем Хоменком (* 1981).
13 червня 2019 року у неї стався крововилив у мозок. Через чотири дні перебування у комі Ярослава Шекера померла.

## Творчість

### Літературна
У 12 років почала віршувати. 1992 (?) року стала членом літературного об'єднання «Радосинь» при Національній спілці письменників України, яке відвідує й нині. Навесні 2000 року почала перекладати китайську класичну поезію доби Тан (VII—X ст.), пізніше — поезію від давнини до сьогодення. З 11 грудня 2001 року — член Національної спілки письменників України (Київська організація). З 7 листопада 2014 року — член Асоціації дослідників езотеризму і містицизму (АДЕМ).

### Образотворча і музична
У восьмирічному віці захопилася народним мистецтвом витинанки. Авторські роботи (витинанки, мальовані витинанки та живопис) упродовж 1991—2000 років демонструвались на різноманітних виставках: колективних, персональних, в Україні та за кордоном (Будапешт, 1999). З 2000 року і донині займається книжковою графікою (витинанка). Ще в десятирічному віці захопилася мистецтвом писанки, яке не полишає і нині. Вересень 1998 — червень 2000 — керівник гуртка «Орнамент» (Київська загальноосвітня школа № 200). З 13 грудня 1995 року — член Національної спілки художників України (майстер традиційного народного мистецтва).
1998 року почала вчитися грати на сопілці та окарині; 2013-го — на дримбі. Віддавала цьому мистецтву чимало вільного часу.

## Публікації

### Наукові статті й доповіді
- Генеза та функціонування образів на позначення часу у давній та середньовічній китайській поезії // Сходознавство. — 2005. — № 29-30. — С. 141—150.
- Даоський світогляд давніх китайців та поезія доби Тан // Україна — країни Сходу в XXI столітті: діалог мов, культур, цивілізацій. — Матеріали Всеукр. наук.-практ. конф., 18-19 квітня 2003 р. — К., 2004. — С. 141—144.
- Деякі аспекти ґенези образу птахів у творчості Тао Юань-міна і танській поезії // Вісник КНУ. Східні мови та літератури. — 2005. — Вип. 10. — С. 48-51.
- Деякі буддійські постулати в філософії давніх китайців та їх вплив на поезію доби Тан (618—907) // Мова. Культура. Бізнес. — 2004. — Вип. 2. — С. 118—125.
- К вопросу о влиянии даосизма на творчество поэта эпохи Тан Ли Бо (на примере сюжета «путешествие к бессмертным») // Третьи Торчиновские чтения. Религиоведение и востоковедение. Матер. науч. конф. — СПб., 2006. — С. 231—236.
- Концепція простору в давній китайській поезії // Східний світ. — 2003. — № 2. — С. 45-48.
- Образ води в давній китайській поезії // Вісник КНУ. Східні мови та літератури. — 2004. — Вип. 9. — С. 59-62.
- Особливості використання перифразу у творчості Лі Бо // Східнийсвіт. — 2005. — № 3. — С. 116—120. (У співавторстві з К. Г. Мурашевич)
- Поетичний світ та мова віршів ДуФу// Всесвіт. — 2003. — № 7-8. — С. 156—161.
- Порівняльна характеристика антитези й паралелізму в танській і давньокитайській поезії та українській народнопісенній творчості // VII сходознавчі читання А.Кримського. Тези доп. міжнар. наук. конф. — К., 2003. — С. 185—186.
- Своєрідність художніх засобів танської поезії // Мова і культура. — Вип. 7. — Т. VII/1. — К., 2004. — С.190-194.
- Символ як багатозначний образ у творчості Лі Бо // Вісник КНУ. Східні мови та літератури. — 2006. — Вип. 11. — С. 53-55. (У співавторстві з К. Г. Мурашевич)
- Специфіка художньої образності давньокитайської поезії // IX сходознавчі читання А.Кримського. Тези доп. міжнар. наук. конф. — К., 2005. — С. 129—131.
- Сутність та витоки художньої образності китайської поезії // Китайська цивілізація: традиції та сучасність. Матер. наук. конф. — К., 2005. — С. 70-74.
- Художні засоби танської поезії CHÈNTUŌ, TŌNGGĂN ТА QǏXÌNG // Літературознавчі студії. — Вип. 10. — К., 2004. — С.345-349.
- Чаньские биномы «движение — спокойствие» и «пустота–наполненность» в пейзажной лирике Ван Вэя (700—761) // Проблемы літератур Дальнего Востока: Сб. матер. 2-й междунар. науч. конфер. СПб., 27 июня — 1 июля 2006 г. — В 2 т. — Т. 2. — СПб.: Изд. Дом СПбГУ, 2006. — С. 129—140.
- Деякі теоретичні засади перекладу китайської класичної поезії // XI сходознавчі читання А. Кримського. Тези доповідей міжнародної науковоїконференції. — К., 2007. — С. 207—209.
- До питання перекладу китайських народних пісень у контексті їх порівняння з українськими // Мовні і концептуальні картини світу. — К., 2007. — Вип. 23. — Ч. 3. — С. 199—202.
- До питання перекладу китайської поезії доби Тан (618—907): інтерпретація художнього образу // Сходознавство. — 2007. — № 38. — С. 175—182.
- До питання функціонування метафори у ранньосередньовічній китайській поезії // Китайська цивілізація: традиції та сучасність: Зб. ст. — К., 2007. — C. 154—159.
- Луна как архетип китайской культуры (на примере древней и раннесредневековой китайской поэзии) // Четвертые Торчиновские чтения. Религиоведение и востоковедение. Матер. науч. конф. — СПб., 2007. — С. 506—514.
- Концепция пространства в песнях первого китайского поэтического памятника «Шицзин»// Проблемы літератур Дальнего Востока: Сб. матер. III Междунар. науч. конфер. СПб., 24-28 июня 2008 г. / Отв. ред. Е. А. Серебряков, ЧэньСыхэ. — В 2 т. — Т. 2. — СПб.: Изд. Дом СПбГУ, 2008. — С. 138—151.
- Специфіка інтерпретації віршів жанру ци китайського поета доби Сун Су Ши (1037—1101) // Міжнародна наукова конференція «ХІІ сходознавчі читання А.Кримського»(Київ, 2-3 жовтня 2008 р.). Тези доп. — К., 2008. — С. 171—173.
- До проблеми перекладу китайської поезії доби Сун (Х-XIII ст.) у жанрі ци українською мовою // Сходознавство. — 2008. — № 41-42. — С. 182—192.
- Віддзеркалення просторових уявлень у найдавнішій китайській поезії (на прикладі гімнів «Книги пісень») // Східний світ. — 2008. — № 4. — С. 126—130.
- Китайський романс доби Сун (Х-XIII ст.): генеза та образотворення. Сучасний погляд// Науковий вісник Національної музичної академії України ім. П. І. Чайковського. — 2009. — Вип. 75. — С. 337—349.
- Методологічні засади художнього аналізу сунської поезії в жанрі ци (на прикладі творчості Лі Цін-чжао, 1084—1151) // Вісник КНУ. Східні мови та літератури. — 2009. — Вип. 14. — С. 45-47.
- Отражение даосских постулатов Чжуанцзы в творчестве сунской поэтессы Ли Цинчжао (1084—1151)//4-я Международная научная конференция «Проблемы литератур Дальнего Востока» (Санкт-Петербург, 29 июня — 2 июля 2010 г.). — СПб., 2010. — Т. 1. — С. 365—378.
- Віддзеркалення філософії даосизму в китайській поезії доби Сун (на прикладі творчості Су Ши, 1037—1101) // Хроніка-2000. Кетяг калини і цвіт сливи: Україна — Китай. — К., 2010. — Вип. 1 (83). — С. 719—728.
- Художня образність сунської поезії в жанрі ци: до проблеми методології дослідження жанру // Вісник КНУ. Східні мови та літератури. — 2010. — Вип. 16. — С. 54-57.
- Художественная образность китайской поэзии в жанре цы (на примере творчества Ли Цинчжао) // Матер. VI междунар. науч. конф. по востоковедению «Идеалы. Ценности. Нормы (Торчиновские чтения)» — СПб., 2010. — С. 276—283.
- Китайський поетичний жанр ци: до проблеми інтерпретації // Віршознавчі студії. Зб. пр. наук. семін. «Вірш у системі перекладу» (21 вер. 2010 р.). — К., 2010. — С. 44-49.
- До проблеми омонімії в китайських народних піснях юефу (Південні та Північні династії) // Українська орієнталістика: Зб. наук. праць викл. та студ. Нац. ун-ту «Києво-Могилянська академія» і Київ. нац. лінгв. ун-ту до 90-річчя проф. О. Пріцака / Гол. ред. І. В. Срібняк. — К., 2009—2010. — Вип. 4-5. — С. 93-98.
- Символізм образів природи у творчості поетеси доби Сун Лі Цінчжао // Матер. міжрегіонального науково-практичного семінару «Актуальні проблеми вивчення та викладання східних мов та літератур» (22-23 квітня 2010 р.). — Дніпропетровськ, 2010. — С. 62-67.
- Віддзеркалення даоського світогляду у творчості китайської поетеси доби Сун Лі Цін-чжао (1084—1151) // Східний світ. — 2010. — № 3. — С. 217—221.
- Поетичні та пісенно-поетичні жанри Давнього Китаю: до проблеми методології дослідження // Актуальні питання сходознавства, славістики, україністики (пам'яті Омеляна Пріцака). — К., 2010. — С. 234—240.
- Метафора сну в даоській філософії та в поезії Су Ши (1037—1101) // Вісник КНУ. Східні мови та літератури. — 2011. — Вип. 17. — С. 60-63.
- Життя мов сон: даоська містика у творчості китайського поета доби Сун Су Ши (1037—1101)//Питання літературознавства. — Вип. 84. — Чернівці, 2011. — С. 70-76.
- Концепт порожнечі в китайській культурі: походження та репрезентація в поезії доби Сун (Х–XIII ст.) // Proceedings of The Second International Scientific Conference «China, Korea, Japan: Methodology and Practice of Culture Interpretation» (October 13-15, 2011). — Kyiv-Seoul, 2011. — Р. 230—239.
- Даоська метафора порожнечі та її репрезентація в китайській поезії доби Сун (Х–XIII ст.) // Східний світ. — 2011. — № 4. — С. 149—154.
- Функціонування концепції порожнечі в даоських трактатах «Лао-цзи» та «Чжуан-цзи» // Міжнародна наукова конференція «XV сходознавчі читання А. Кримського»(Київ, 20-21 жовтня 2011 р.). Тези доп. — К., 2011. — С. 52—55.
- Внутренний мир иероглифа как ключ к интерпретации поэтического произведения (на примере стихотворения Оуян Сю «Горы Лу высоки») // 5-я Международная научная конференция «Проблемы литератур Дальнего Востока» (Санкт-Петербург, 27 июня — 1 июля2012 г.). — СПб., 2012. — Т. 3. — С. 379—392.
- Давньокитайські космогонічні ідеї та їх репрезентація в ідеограмах китайської мови // Східний світ. — 2012. — № 3. — С. 109—114.
- Даоська концепція порожнечі у трактатах «Лао-цзи» та «Чжуан-цзи» як основа китайського світобачення // Вісник КНУ. Східні мови та літератури. — 2012. — Вип. 18. — С. 71—74.
- Любовна лірика китайського поета доби Тан Лі Шан-іня (813—858): неоднозначність та алюзійність // Вісник КНУ. Східні мови та літератури. — 2012. — Вип. 18. — С. 74-77.(у співавторстві з О. Бедненко)
- Аналіз бажань та печалей ліричного героя у творі Тао Юаньміна (365—427) «Заборона кохання» // Вісник КНУ. Східні мови та літератури. — 2012. — Вип. 18. — С. 77-79. (у співавторстві з Є. Чижевською)
- Дихотомія Ю–У (有–无): до питання концепту ДАО // Українська орієнталістика: Зб. наук. праць. — К., 2012. — Вип. 6. — С. 213—218.
- Chinese Ideograms as Codes of Thought and World-view (as seen from the example of graphic recreation of cosmological ideas) // The World is Composed of Stories: the Relationship between Discourses and their Transformations. Theses. — Vilnius, 2012. — P. 62-63.
- Віддзеркалення космологічних уявлень в ідеограмах китайської писемності (до питання методології дослідження) // Школа Конфуція: джерела — історія — сучасність. Програма та матер. першої науково-практичної конференції. (Тези доп.) — К., 2012. — С. 42-44.
- Філософське осмислення буття митцями чань (на прикладі китайського поета VIII ст. Хань Шаня) // На шляху до синтезу філософії, науки та релігії: Матер. IV Всеукр. наук.-практ. конф. «Людина. Всесвіт. Абсолют. Класичний, некласичний, постнекласичний та езотеричний підходи» (19-20 квітня 2013 р.) / За ред. І. В. Карівця. — Львів: вид-во Львівської політехніки, 2013. — С. 142—150.
- Даоські вірші Лу Ю в жанрі ши: ґенеза художньої образності // Proceedings of The Third International Scientific Conference «China, Korea, Japan: Methodology and Practice of Culture Interpretation» (October 2-4, 2013). — Kyiv-Seoul, 2013. — Р. 170—175.
- Интерференция даосского и буддийского вероучений в творчестве сунского поэта Лу Ю // Китай в эпицентре глобальных проблем АТР: Тезисы докладов XX Международной научной конференции «Китай, китайская цивилизация и мир. История, современность, перспективы». Москва, 16-18 октября 2013 г. — М.: ИДВ РАН, 2013. — С. 433—435.
- Вплив даосизму доби Сун на творчість Лу Ю // Матеріали Всеукраїнської конференції «Актуальні проблеми вивчення та викладання східних мов і літератур» (12-13 листопада 2013 р.). — Дніпропетровськ: ТОВ «Інновація», 2013. — 168 с. — С. 125—127.
- Феномен измененного состояния сознания чаньского поэта (на примере Хань Шаня) // Сб. матер. Первой международной научной конференции «Психотехники и измененные состояния сознания в истории религий» (14–15 декабря 2012 г., Санкт-Петербург) / Отв. ред. С. В. Пахомов. — СПб.: РХГА, 2013. — С. 197—208.
- Синтез даоських і конфуціянських ідей у китайській ієрогліфіці (на прикладі поезії Лу Ю) // Матеріали I наукового семінару «Школа Конфуція: джерела — історія — сучасність». — К., 2014. — С. 24-26.
- Специфіка сходознавчого спецкурсу «Основи етимологічного аналізу» для магістрів (спеціальність «китайська мова та література і переклад») Київського національного університету імені Тараса Шевченка // Наукові записки Міжнародного гуманітарного університету: збірник. — Одеса, 2014. — Вип. 21. — Ч. ІІ. — С. 314—317.
- Концепт «небожитель» (仙) у китайській культурі (на матеріалі поетичного тексту Лу Ю) // Українська орієнталістика: Зб. наук. праць. — К. — Ланьчжоу, 2013—2014. — Вип. 7-8. — С. 89-94.
- Дао сунского поэта Лу Ю: философия покоя // VI Международная научная конференция «Проблемы литератур Дальнего Востока» (Санкт-Петербург, 25-29 июня 2014 г.). — СПб., 2014. — Т. 2. — С. 79-87.
- Китайский поэт Лу Ю и средневековая алхимия: современное осмысление жизни и творчества // Тезисы VIII Международного научного симпозиума «Проблемы современного литературоведения» (24–26 сентября 2014 г., Тбилиси, Институт грузинской литературы им. Шота Руставели). — С. 247—248.
- Хуан Тін-цзянь і даоська «Книга Жовтого Дворика»: містика імені і творчості поета та назви трактату // Біографія як текст: матеріали XI Міжнародної поетикологічної конференції (16-17 жовтня 2014 р.). — Чернівці: Чернівецький національний університет, 2014. — 137 с. — С. 128.
- Литературная теория и литературная практика Хуан Тин-цзяня: традиции и новаторство // Россия — Китай: сб. статей и докладов участников VI Международной научно-практической конференции. — Казань: изд-во «ЯЗ», 2014. — 588 с. — С. 122—130.
- Даосская алхимия в жизни и творчестве сунского поэта Лу Ю // Феномен алхимии в истории науки, философии, культуре. Вторая международная научная конференция. — Вязьма: Филиал ФБГОУ ВПО «Московский государственный университет технологий и управления им. К. Г. Разумовского» в г. Вязьме Смоленской обл.; Смоленск: ООО «Принт-Экспресс», 2014. — 182 с. — С. 165—178.
- Віддзеркалення буддійського світогляду у віршах жанру ши сунського поета Лу Ю // Вісник КНУ. Східні мови та літератури. — 2014. — Вип. 1(20). — С. 68-71.
- Китайский поэт Лу Ю и средневековая алхимия: современное осмысление жизни и творчества // Materials of VIII International Symposium «Contemporary Issues of Literary Criticism. National Literatures and the Process of Cultural Globalization». — Tbilisi: Institute of Literature Press, 2014. — in 2 Vol. — Vol. 2. P. 271—283.
- Китайский поэт Лу Ю и средневековая алхимия: современное осмысление жизни и творчества // Материалы VIII Международного научного симпозиума «Проблемы современного литературоведения» (24–26 сентября 2014 г., Тбилиси, Институт грузинской литературы им. Шота Руставели). — Тбилиси, 2014. — С. 271—283.
- Даосское учение о «вскармливании жизни» (яншэн) в теории и практике сунского поэта Лу Ю // Сб. матер. Второй международной научной конференции «Психотехники и измененные состояния сознания» (12–14 декабря 2013 г., Санкт-Петербург) / Отв. ред. С. В. Пахомов. — СПб.: Изд-во РХГА, 2015. — С. 224—233.
- Аспекти східного езотеризму: буття, свідомість, пізнання // На шляху до синтезу філософії, науки та релігії. Матеріали Круглого столу на тему: «Поетика і практика езотеризму», 3-4 квітня 2015 року / За ред. І. В. Карівця. — Львів, 2015. — С. 3-15.
- The Role of Ancient Chinese Imagination in Taoist Treatise Huang T'ing Jing (The Book of Yellow Court) and its Reflection in Life and Works by Huang T'ing-jian // Gdansk Journal of Humanities (Jednak Ksiazki). — 2015. — No 4. — P. 225—237. http://cwf.ug.edu.pl/ojs/index.php/JednakKsiazki/article/view/283 [Архівовано 11 квітня 2018 у Wayback Machine.]
- Стихи Мао Цзэдуна в жанре цы и классические цы эпохи Сун: традиция и новаторство // Тезисы IX Международного научного симпозиума «Проблемы современного литературоведения» (23–25 сентября 2015 г., Тбилиси, Институт грузинской литературы им. Шота Руставели). — С. 226—227.

### Навчальні програми
- Програма курсу «Теорія східної літератури» для студентів-сходознавців (спеціальність кит. мова i література). — К.: КНУ ім. Т.Шевченка, 2004. — 11 с.
- Програма спецкурсу «Поетика твору» для студентів-сходознавців (спеціальність кит. мова i література). — К.: КНУ ім. Т.Шевченка, 2004. — 11 с.

### Навчальні посібники
- Хрестоматія китайської літератури (від найдавніших часів до III ст. н. е.) / Упоряд. Н. В. Коломієць, Я. В. Шекера. — К.: ВПЦ «Київський університет», 2008. — 256 с. (Рекомендовано Міністерством освіти і науки України як навчальний посібник для студентів вищих навчальних закладів: лист № 1.4/18-Г-1369 від 11.06.2008)
- Хрестоматія китайської літератури (III—VI ст.) / Упоряд. Я. В. Шекера. — К.: ВПЦ «Київський університет», 2010. — 194 с. (Рекомендовано Міністерством освіти і науки України як навчальний посібник для студентів вищих навчальних закладів: лист № 1/11-501 від 04.02.2010)
- Шекера Я. В. Китайська література VII—XIII століть: навч. посіб. / Я. В. Шекера. — К.: ВПЦ «Київський університет», 2013. — 351 с.

### Художні переклади
- А небо журавками вишите (вірші та переклади давніх і сучасних китайських поетів). — К.: Задруга, 2000. — 48 с.
- Танське небо. Китайські переклади доби Тан. — К.: Задруга, 2003. — 64 с.
- Ду Фу. Поезії / Пер. Я. Шекери // К: Всесвіт, 2001, № 5–6. — — С. 110—119.
- «Книга пісень», Цюй Юань, Юе Фу, Цао Цао, Тао Юаньмін та ін.; Ду Фу // Зарубіжна література: Матеріали до вивчення літератур зарубіжного Сходу: Хрестоматія / Упор. Л. В. Грицик. — К.: ВПЦ «Київський університет», 2006. — С. 590—601; 608—610.
- Лі Бо. Прощальний обід для Шу Юня на вежі Се Тяо в Сюаньчжоу. Послання моїм дітям до Східної Лу // Шведер О. Ґ. Сни шовкопряда / Пер. з норвезької Галини Кирпи. — К.: Грані-Т, 2006.
- Цао Цао, Цао Чжи, Цай Янь, Жуань Цзи, Цзи Кан, Го Пу, Сяо Ган; народні пісні Південних династій // Літературний Львів, 2009, № 9. — С. 6-10.
- Із китайської поезії доби Сун: Су Ши, Лі Цінчжао, Сінь Ціцзи // Кур'єр Кривбасу, 2010, № 246—247. С. 286—299.
- Книга пісень // Хроніка-2000. Кетяг калини і цвіт сливи: Україна — Китай. — К., 2010. — Вип. 1 (83). С. 713—718.
- Китайська поезія доби Сун (960—1279): Су Ши, Лі Цін-чжао, Сінь Ціцзи // Хроніка-2000. Кетяг калини і цвіт сливи: Україна — Китай. — К., 2010. — Вип. 1 (83). — С. 729—742.
- Із поезії XX століття: Сюй Чжимо, Чжу Цзицін, Дай Ваншу, Сун Фан // Хроніка-2000. Кетяг калини і цвіт сливи: Україна — Китай. — К., 2010, вип. 1 (83). — С. 743—749.
- Із давньої та ранньосередньовічної китайської поезії: «Книга пісень», Цюй Юань, Цао Цао, Цао Чжи, Се Лін-юнь, Сє Тяо, Мен Хаожань, Лі Бо, Ду Фу, Бо Цзюй-і, Ду Му, Лі Шан-інь // Сполучник-VII. Альманах літ. творчості. — К.: Логос, 2012. — С. 331—374.
- Буддійські вірші середньовічного Китаю: поезія споглядання. Мен Хаожань, Хань Шань, Ван Вей, Лю Цзун-юань // Дзвін, 2015,– № 7. — С. 146—152.
- Піднебесні пісні. Поетичні переклади Ярослави Шекери. — Київ: Сходознавче видавництво «Сафран», 2020. — 640 с.

### Критичні статті
- Безцінна епістолярія Ігоря Качуровського // Ігор Качуровський: від Крут до «Старої Европи». Матер. Всеукр. наук. конф. (Крути, 16 листопада 2008 р.). — Ніжин, 2009. — С. 59-60.

### Художні твори
- «Кольорова тиша». Поезії. — К.: Задруга, 1998. — 48 с.
- «Межи двома стінами жита». Поезії. — К.: Задруга, 2004. — 126 с.

## Нагороди і відзнаки
- 2004 — Перша заохочувальна премія на всеукраїнському літературному конкурсі «Любіть Україну»
- 2004 — Перше місце на всеукраїнському літературному конкурсі «Перло многоцінне»
- 2004 — Третє місце на Бієнале актуальних мистецтв України (при Форумі творчої молоді України)
- 2005 — Друге місце на літературному конкурсі «Рукомесло–2005» (номінація «переклад»)